# Fernando de Abreu
Fernando Luiz Nabuco de Abreu (São Paulo, 22 de junho de 1944) é um nadador brasileiro, que participou de uma edição dos Jogos Olímpicos pelo Brasil.
Foi presidente da Confederação Brasileira de Ciclismo e diretor-presidente da Bolsa de Valores de São Paulo.

## Trajetória esportiva
Era filho do atleta olímpico do remo Fernando Nabuco de Abreu e começou a nadar aos seis anos, no Club Athletico Paulistano, por onde sempre competiu.
Nas Olimpíadas de 1960 em Roma, Fernando de Abreu tinha 16 anos, e nadou os 100 metros livre e os 4x100 metros medley, não chegando às finais das provas.
Foi campeão brasileiro e sul-americano e encerrou a carreira de nadador aos 17 anos. Era, também, jogador de polo aquático e velejador.